# Microregione di Três Passos
Três Passos è una microregione del Rio Grande do Sul in Brasile, appartenente alla mesoregione di Noroeste Rio-Grandense.
È una suddivisione creata puramente per fini statistici, pertanto non è un'entità politica o amministrativa.

## Comuni
È suddivisa in 20 comuni:
- Barra do Guarita
- Boa Vista do Buricá
- Bom Progresso
- Braga
- Campo Novo
- Crissiumal
- Derrubadas
- Doutor Maurício Cardoso
- Esperança do Sul
- Horizontina
- Humaitá
- Miraguaí
- Nova Candelária
- Redentora
- São Martinho
- Sede Nova
- Tenente Portela
- Tiradentes do Sul
- Três Passos
- Vista Gaúcha